# Финал Кубка Украины по футболу 1994
Финал кубка Украины по футболу 1994 — финальный матч третьего розыгрыша Кубка Украины по футболу, который состоялся 29 мая 1994 года на Республиканском стадионе в Киеве. В матче встретились одесский «Черноморец» и симферопольская «Таврия». Основное время матча закончилось со счётом 0:0. В серии пенальти победу одержала одесская команда, заработав, таким образом, второй, в своей истории, Кубок Украины.

## Путь к финалу
Оба клуба начали выступления с 1/16 финала, как участники высшей лиги чемпионата Украины.
| Черноморец    | Черноморец     | Раунд       | Таврия    | Таврия          |
| ------------- | -------------- | ----------- | --------- | --------------- |
| Соперник      | Результат      |             | Соперник  | Результат       |
| «Войковец»    | 0-2 (в гостях) | 1/16 финала | «Скала»   | 2-0 (в гостях)  |
| «Войковец»    | 2-0 (дома)     | 1/16 финала | «Скала»   | 5-1 (дома, овт) |
| «Металлург» З | 0-1 (в гостях) | 1/8 финала  | «Нива» Т  | 0-0 (в гостях)  |
| «Металлург» З | 3-0 (дома)     | 1/8 финала  | «Нива» Т  | 3-0 (дома)      |
| «Днепр»       | 0-3 (в гостях) | 1/4 финала  | «Кремень» | 3-0 (дома)      |
| «Днепр»       | 1-0 (дома)     | 1/4 финала  | «Кремень» | 1-2 (в гостях)  |
| «Карпаты»     | 0-0 (в гостях) | Полуфинал   | «Верес»   | 2-0 (дома)      |
| «Карпаты»     | 2-1 (дома)     | Полуфинал   | «Верес»   | 0-0 (в гостях)  |

## Отчёт о матче
| «Черноморец»                                     | 0—0 (доп. вр.) | «Таврия»                           |
| ------------------------------------------------ | -------------- | ---------------------------------- |
|                                                  | протокол       |                                    |
| Пенальти                                         |                |                                    |
| Парфёнов · Кулик · Корниец · Телесненко · Суслов | 5:3            | Антюхин · Фурсов · Волков · Опарин |

| «Черноморец» · Одесса | «Таврия» · Симферополь |

| Черноморец:       |    |                       |     |
|                   |    |                       |     |
| ВР                | 1  | Олег Суслов           |     |
| ПЗ                | 2  | Сергей Булыгин-Шрамко |     |
| ЗЩ                | 3  | Константин Кулик      |     |
| ЗЩ                | 4  | Юрий Смотрич          |     |
| ЗЩ                | 5  | Игорь Жабченко        | 73' |
| ПЗ                | 6  | Дмитрий Парфёнов      |     |
| ЗЩ                | 7  | Игорь Корниец         |     |
| НП                | 8  | Тимерлан Гусейнов     |     |
| ПЗ                | 9  | Вячеслав Еремеев      |     |
| НП                | 10 | Виктор Богатырь       | 34' |
| ЗЩ                | 11 | Андрей Телесненко     |     |
| Замены:           |    |                       |     |
| ЗЩ                | 18 | Виктор Яблонский      | 73' |
| ПЗ                | 14 | Виталий Парахневич    | 34' |
| Тренер:           |    |                       |     |
| Виктор Прокопенко |    |                       |     |

| Таврия:        |    |                    |      |      |
|                |    |                    |      |      |
| ВР             | 1  | Максим Левицкий    |      |      |
| ЗЩ             | 2  | Дмитрий Демьяненко |      |      |
| ПЗ             | 3  | Сергей Есин        |      |      |
| ПЗ             | 4  | Александр Головко  |      |      |
| ПЗ             | 5  | Игорь Волков       |      |      |
| НП             | 6  | Александр Кунденок |      |      |
| ЗЩ             | 7  | Андрей Опарин      |      |      |
| ЗЩ             | 8  | Владимир Фурсов    |      |      |
| ПЗ             | 9  | Толят Шейхаметов   | 63'  |      |
| НП             | 10 | Алексей Антюхин    |      |      |
| ЗЩ             | 11 | Сефер Алибаев      |      |      |
| Замены:        |    |                    |      |      |
| ЗЩ             | 17 | Геннадий Дзюбенко  | 63'  | 115' |
| НП             | 16 | Александр Шеметев  | 115' |      |
| Тренер:        |    |                    |      |      |
| Анатолий Заяев |    |                    |      |      |

| Судейская бригада - Ассистенты: - Анатолий Арановский (Киев) - Александр Тютюн (Фастов) - Четвёртый: Игорь Ярменчук (Киев) - Инспектор ФФУ: Борис Шмигельский (Киев) | Регламент матча - 90 минут основного времени - 30 минут дополнительного времени, если по истечении основного времени счёт равный - Пенальти, если по истечении основного и дополнительного времени счёт равный - Семь игроков на замене. - Максимум 3 замены |

| Обладатель Кубка Украины 1994   |
| ------------------------------- |
| «Черноморец» (Одесса) 2-й титул |

## Факты
- Один из немногих финалов кубка Украины, участие в котором принимали исключительно украинские футболисты.
- Одесский «Черноморец» стал первой командой в истории украинского футбола, которая второй раз выиграла кубок Украины (1-й титул команда выиграла в сезоне 1992 г.).
- Победный послематчевый пенальти в ворота симферопольской «Таврии» забил голкипер одесского «Черноморца» Олег Суслов